# Philippe Hérisson
Philippe Hérisson est un acteur français.

## Filmographie

### Télévision
- 1997 : Le bonheur est un mensonge de Patrick Dewolf : Jean-Bernard Leduc
- 2000 : Les Cordier, juge et flic - Saison 8 : Antoine dans l'épisode 1
- 2005 : La Crim' - Saison 7 : le médecin dans l'épisode 8
- 2007 : PJ - Saison 19: Jean-Yves Fillon dans l'épisode 10
- 2007 : Section de recherches - Saison 2 : Jean-Michel Jonvel dans l'épisode 7
- 2007 : Chez Maupassant - Saison 1 : Boissel dans l'épisode 3
- 2008 : L'Affaire Bruay-en-Artois de Charlotte Brandström : le procureur Fosse
- 2008 : R.I.S Police scientifique - Saison 3 : Denis Longchamp dans l'épisode 7
- 2009 : Avocats et Associés - Saison 12 : Philippe Blandin dans l'épisode 2
- 2009 : Les Bleus, premiers pas dans la police - Saison 3 : D'Antigny dans les épisodes 7 et 8
- 2009 : Braquo - Saison 1 : Maître Jean-Baptiste Lornach (ep 1 à 3)
- 2010 : L'Appel du 18 juin de Félix Olivier : Roland Margerie
- 2011 : Les Livres qui tuent de Denys Granier-Deferre : Robert Denoël
- 2012 : No Limit (série) : Bertrand Rey
- 2012 : Interpol - Saison 2 : Lucas Pratt
- 2012 : Les Hommes de l'ombre - Saison 1 : Guénelon
- 2013 : Tiger Lily, 4 femmes dans la vie de Benoît Cohen (série) : Alexandre
- 2014 : L'Hôtel de la plage (série télévisée, 2014) de Christian Merret-Palmair : Jeff Callec
- 2014 : Les Petits Meurtres d'Agatha Christie saison 2, épisode Meurtre à la kermesse : Dr Petit
- 2014 : Alice Nevers : Le juge est une femme : Serge Ortega
- 2015 : Camping paradis Saison 6, épisode le Séminaire : Étienne
- 2016 : La Vengeance aux yeux clairs
- 2016 : Agathe Koltès de Christian Bonnet : Philippe Koltès

### Cinéma
- 1997 : Échec au capital de Michel Hazanavicius
- 1999 : Mes amis de Michel Hazanavicius : Jean-Fred
- 2001 : Bandits d'amour de Pierre Le Bret : le banquier
- 2003 : Rire et Châtiment d'Isabelle Doval : l'amuseur
- 2004 : Les Revenants de Robin Campillo : l'instituteur
- 2007 : Les Ambitieux de Catherine Corsini: un acteur de la Comédie-Française
- 2008 : Ca$h d'Éric Besnard : l'homme du bus
- 2008 : Affaire de famille de Claus Drexel : l'armurier
- 2008 : Un château en Espagne d'Isabelle Doval : Monsieur Gallier
- 2009 : OSS 117 : Rio ne répond plus, de Michel Hazanavicius : Mayeux
- 2009 : Erreur de la banque en votre faveur de Michel Munz, Gérard Bitton : Olivier
- 2012 : Il était une fois, une fois de Christian Merret-Palmair : le concierge : Paul Bertin
- 2016 : La Marcheuse de Naël Marandin : Fils Kieffer
- 2020 : Le Prince oublié de Michel Hazanavicius : Johnny
- 2021 : Eiffel de Martin Bourboulon : Edouard Lockroy